# BlueBird - Joalharia e Relojoaria
A BlueBird é uma cadeia de retalho especializado em Relojoaria e Joalharia portuguesa, fundada em 1999, sediada no Porto. É uma cadeia com 10 lojas presentes em diferentes shoppings (como Arrábida Shopping ou Braga Shopping) de Portugal, e que representa mais de 50 marcas de relógios e joias nacionais e internacionais. A empresa tem como objetivo oferecer variedade, qualidade, beleza e cumplicidade a um preço acessível.
A BlueBird criou e desenvolveu, na última decada, insígnias nacionais de joalharia - Tashi Jewels, Unike Jewellery, Bow Happy, Spezia e Lucky Elephant.
A BlueBird é membro da Associação de Ourivesaria e Relojoaria de Portugal (AORP).